# 国際自動車
国際自動車（こくさいじどうしゃ、英: kokusai motorcars）は、東京都を拠点にタクシー・ハイヤー事業、バス事業などを行うkmグループの総称であり、一部のグループ会社の社名に冠される名称である。東京地区では日本交通と並び最大手のタクシー事業者であり、日本交通、大和自動車交通、帝都自動車交通との4社で東京四社営業委員会を構成する。
グループの中核となるのは、持株会社の国際自動車株式会社（2014年8月にkmホールディングスから社名変更）である。グループ会社には、国際自動車株式会社（T1）、国際自動車株式会社（T2）、国際自動車株式会社（横浜）などがある。

かつて国際自動車の直営で行っていた貸切バス事業は、株式会社ケイエム観光として分社化した後、2013年にケイエム観光バス株式会社に、2021年に株式会社kmモビリティサービスに社名変更した。2021年時点でも国際自動車グループの一社となっている。

## 概要
東京都を中心にハイヤー・タクシーを運行する事業者であり、略称・通称はkm（ケイエム）。「km」のマークが目印である。同名の関連会社もある。
kmグループ全体の営業車両数は、タクシー4,833台（業務提携会社を含む）、ハイヤー424台、バス75台、合計5,332台（2024年3月31日現在）である。
1920年（大正9年）に東京市内でハイヤー事業者として創業。戦時統合により、多数の事業者を吸収合併したことで事業規模を拡大した。
戦時統合期から2004年（平成16年）までは、波多野一族のオーナー経営であった。中興の祖である波多野元二は、元来は一介の運転手であったが、自動車数台を持つオーナー兼運転手として成長し、名義貸しとして国際自動車に入社しそのまま経営に参画。株式を買い増し、当時の経営者（奇しくも同じ波多野姓であった）より経営を譲られた。戦時統合期には後藤圀彦の誘いに乗り帝都自動車交通への統合を一度決めたが取りやめ、山崎種二、のちには小佐野賢治と組み、自力で戦時統合を成し遂げている。

小佐野は国際自動車の「国際」の響きが気に入り、自社の社名にも採用して国際興業とした。現在は国際興業グループおよび小佐野一族とは全く関係がない。ただし東京四社が発行するタクシーチケットを、子会社のタクシー会社である国際興業大阪で利用できる。
2004年9月15日、約2000億円の有利子負債を抱えていた国際自動車は、主力取引銀行のUFJ銀行などUFJグループのまとめた経営再建計画に基づき、国際赤坂ビル、国際新赤坂ビル東館・西館の3棟を米・ローンスターグループへ売却し、ビル賃貸事業から撤退した。またUFJ銀などが設立した投資ファンドのシナジー・キャピタルが、翌月末にかけてデット・エクイティ・スワップと第三者割当増資の引き受けで株式の95%を握り、本業のタクシー事業に集中して再生を図った。国土交通省はこの計画を産業活力再生特別措置法の対象として認定している。
タクシー車内禁煙化の法令化以前の2004年から、乗客も含めた禁煙タクシーの運行を積極的に展開していた。ICカード式電子マネーも早くから導入し、QUICPay、iD、主要交通系ICカード（PiTaPaを除く）によるタクシー運賃支払を可能としている。

## 歴史

### 創業から終戦まで
- 1920年（大正9年）3月 - 国際自動車株式会社を設立、ハイヤー事業を開始。本社を東京市麹町区（現・東京都千代田区）内幸町に置く[2]。
- 1926年（大正15年）7月 - 東京市赤坂区溜池へ本社を移転（山王営業所）[2]。
- 1943年（昭和18年）12月 - 戦時統合により、国際自動車株式会社、赤坂自動車株式会社、青山自動車株式会社、東港自動車株式会社の4社が合併し、東亜自動車株式会社を設立[2]。
- 1944年（昭和19年）12月 - 東亜自動車株式会社を、国際自動車株式会社へ商号変更[2]。
- 1945年（昭和20年）
  - 3月 - 第三次企業合同命令に基づき、12社を吸収合併。営業所15箇所、保有車両1,048台となる[2]。
  - 4月1日 - この日を会社創立日として定める[2]。
  - 8月15日 - 第二次世界大戦終結。東京大空襲など戦災で多数の営業所や車両を消失したが、終戦後は残存車両449台で再出発する[2]。

### 戦後 - 1970年代
- 1945年（昭和20年）10月 - 貸切バス事業の営業権を譲り受け、バス事業に進出する[2]。
- 1946年（昭和21年）- 進駐軍の輸送バスを運行する[2]。
- 1949年（昭和24年）- 東京 - 箱根急行バス（通称「弾丸バス」）を運行開始[2]。
- 1953年（昭和28年） - ハイヤー中野営業所内に、初のタクシー営業所となる中野営業所を設置し、タクシー事業を開始する[2]（現在は赤羽営業所へ移転）。
- 1960年（昭和35年） - 株式会社赤坂自動車練習所を設立[2]（後の国際自動車教習所）。
- 1961年（昭和36年）- 貸切バスの塗色を変更。現行の「kmカラー」となる[2]。
- 1972年（昭和47年）- 貸切バスに独自開発のロイヤルサロンカーを導入（前方は回転シート、後方サロンの豪華仕様）[2]。
- 1973年（昭和48年）
  - 2月 - 国際赤坂ビル、国際本社ビルが竣工[2]。
  - ハイヤー・タクシー部門、貸切バス部門が分離独立[2]。国際自動車株式会社はkmグループの統括会社および不動産賃貸事業会社となる[2]。

### 1980 - 1990年代
- 1980年代前半（詳細な時期不明） - 独自路線で営業を展開していた品川自動車タクシー・新和自動車・弥生交通と、チェッカーキャブ所属の大丸交通が、業務提携を結びkmグループ入りする。
  - 同時に標準色の帯部分を青色に変更した「kmグループ」車色を制定し、提携事業者はこの車色を使用することとなる（この塗色の車両はその後、グループ事業者の塗色規定変更に伴い、2005年頃から車両代替により徐々に減少し、2009年頃まで現存していた）。
- 1989年（平成元年） - 豊玉タクシーと業務提携[8]。
- 1990年（平成2年） - マコト交通と業務提携[9]。
- 1995年（平成7年）
  - 1月 - 藤田観光自動車株式会社を買収[2]、同社の子会社を含むハイヤー・タクシー事業、観光バス事業を傘下とする[2]。同社事業を「ケイエム国際」とする。
  - 3月 - 国際ハイヤー株式会社が、株式会社白樺自動車[注釈 4]を買収[2]、ハイヤー･タクシー事業、バス事業を継承[2]。子会社化する。
- 1998年（平成10年）
  - 4月 - 株式会社ケイエム観光が、国際ハイヤー株式会社に貸切バス事業を営業譲渡する[2]。
  - ケイエム赤坂、ケイエムタクシーが創業。
- 1999年（平成11年） - 国際ハイヤー株式会社と国際タクシー株式会社が合併し[2]、ケイエム国際株式会社に商号変更[2]。

### 2000年代以降
- 2001年（平成13年） - 国際自動車株式会社が、ケイエム国際株式会社を合併する[2]。
- 2003年（平成15年） - 大丸交通との契約を終了[注釈 5]。北千住営業所を千住営業所と同一住所へ移転[注釈 6]。目黒営業所・祐天寺営業所を品川区西品川（ケイエムタクシー・国際自動車教習所と同一住所）へ移転。青戸営業所・立花営業所を廃止。
- 2004年（平成16年）
  - シナジー・キャピタル傘下入り。
  - 不動産賃貸事業から撤退する[2]。
  - ケイエム赤坂を廃止。
- 2005年（平成17年）
  - 5月 - 本社を港区赤坂の自社ビルから赤坂ツインタワーへ移転[2]。
  - 国際株式会社が運営する国際交通が、チェッカーキャブから当グループに復帰。
- 2006年（平成18年） - 中央無線（現・信和事業）所属の東京ラッキー自動車と業務提携[10]。国際株式会社と資本提携[11]。
- 2007年（平成19年）
  - 3月 - PASMOサービス開始に伴い、タクシーにPASMO・Suica決済端末を搭載（当初100台）[2]。
  - 埼玉県のタクシー事業者である織田興業（織田を経て現・織田タクシー）と提携、同社東京営業所がグループに加盟。
  - 西肥自動車の子会社で東京無線所属だったシルバータクシーの株式を取得・買収。同社は同年12月1日よりkmグループとしてのタクシー営業を開始。
  - ハイヤー霞ヶ関支店が丸の内に移転。
- 2008年（平成20年） 
  - 6月 - kmホールディングス株式会社を設立[2]。持株会社化する。
  - 6月 - タクシー全車両に交通系ICカード（PASMO・Suica・ICOCA）決済端末を搭載[2]。
  - タクシー三鷹営業所を開設。
  - シルバータクシーが国際自動車練馬へ商号変更。
  - 埼玉県八潮市の織田本社（現・織田タクシー）がkmグループへ加入。
  - ケイエムタクシー・目黒営業所・祐天寺営業所を大田区平和島へ移転し、それぞれ羽田営業所・羽田第一営業所・羽田第二営業所へ改称。
  - 12月28日 - 自動車教習所事業を廃業。
- 2009年（平成21年）
  - 浅草営業所・大森営業所を後述の問題により閉鎖、他のタクシー営業所を分社化。これに伴い、国際自動車練馬は国際自動車城西練馬営業所となる。
  - 江東区東雲に新営業所を設置し、ハイヤー有楽町支店・白樺自動車も移転。
  - ハイヤー赤坂支店・品川支店を品川区西品川へ移転。
  - チェッカーキャブ所属の大丸交通・森永タクシー、独立系の東京ナイトタクシー[注釈 7]と業務提携。
- 2010年（平成22年）
  - 月日不詳 - 白樺自動車が国際ハイヤーへ商号変更。
  - ハイヤー赤坂支店を品川支店へ統合。
  - 中央無線所属の山手交通・新進タクシー[注釈 8]・埼玉県川口市のハッピータクシーの山手交通グループ3社と業務提携[12]。
  - ケイエム国際タクシーみなとみらい営業所が開設。
  - 11月
    - 11月1日 - kmホールディングス株式会社、国際自動車株式会社、国際ハイヤー株式会社、ケイエムホールディングス株式会社の4社の本社を、港区赤坂2丁目8番6号のkm赤坂ビルへ移転[2]。
    - 11月15日 - 城西東雲営業所を廃止。37台あった車両は世田谷15台、吉祥寺14台、三鷹8台に配置転換された。城南営業所の車両13台も16日付けで五反田営業所に配置転換された。
    - 箱崎のロイヤルパークホテルが、日本交通専用乗り場からkm専用乗り場に変更された。

  - 12月
    - 城南の五反田営業所を2011年の3月に閉鎖し、羽田センターに統合することが決定。それに伴いLPガススタンドも閉鎖される（最低でも3月末日までは営業）。この統廃合で羽田センター（城南営業所）の保有台数は約300台となる。 これにより、かつての目黒営業所・祐天寺営業所・五反田営業所・ケイエムタクシーが羽田センター1箇所に集結することになる{{なお、銀座地区のkm自主規制は12月10日時点で継続中であり、12月の繁忙期を迎えマイタクシーカードの登録者を中心に不満の声が上がった。同日時点では自主規制解除については未定（晴海通り、外堀通り、日比谷通り、昭和通りに囲まれた範囲内には21時 - 25時まで迎車車両と乗り場に並ぶ以外には空車進入禁止という社内規定）であった。}}。
    - kmホールディングスが、ANZENグループ（本社・板橋）を2011年1月末に買収、完全子会社化すると発表。約9割の株式を実質的に保有する投資ファンドのヴァリアント・パートナーズ（東京・千代田）などから全株式を取得する。12月13日付けで株式譲渡契約は締結済み。
    - 山梨県笛吹市の栄和交通と業務提携。
- 2011年（平成23年）
  - 城東東雲営業所と城北東雲営業所を統合し、国際自動車東雲とする。
  - 城東の千住・北千住営業所を台東区橋場（旧：浅草営業所）に移転し、台東本社営業所へ改称。
  - 城南の羽田第一・羽田第二営業所を羽田営業所へ統合。
- 2012年（平成24年） 
  - 吉祥寺営業所を建て替えのため、ANZEN品川世田谷営業所内に移転。
  - 株式会社ケイエム観光バスが、品川・田町とお台場を結ぶ乗合バス「お台場レインボーバス」を運行開始。
  - ニュー東京観光自動車株式会社を買収。
  - 国際ハイヤー株式会社で組織変更を実施、丸の内支店を第一支店、品川支店を第二支店へ改称。
  - カーボンオフセットの取り組みとして「環境にやさしいタクシーのりば」を開設。
  - 株式会社ケイエム観光バスにおいて「公益社団法人日本バス協会 貸切バス事業者安全性認可認定」を取得。
  - 株式会社白樺自動車がケイエム国際株式会社へ商号変更。
- 2013年（平成25年）
  - ANZEN品川が国際自動車世田谷へ商号変更。
  - チェッカーキャブ所属の冨士自動車と業務提携[13]。
  - 吉祥寺営業所の建て替え工事完了に伴い、吉祥寺へ再移転。
  - 東京無線に所属していた親和交通が、国際株式会社国際交通に買収され、同社杉並営業所となる[14]。
- 2014年（平成26年）
  - 8月 - 国際自動車株式会社が不動産部門を残し、kmホールディングス株式会社へ事業譲渡。同時に、kmホールディングス株式会社を国際自動車株式会社に商号変更[2]。
  - 江戸川総業株式会社[15]（非無線で営業していた）と業務提携。
  - 国際交通杉並営業所が親切タクシーへ改称。
  - 世田谷営業所を国際自動車城西から国際自動車世田谷へ移管。
  - ANZEN板橋を国際自動車板橋へ（坂下営業所を統合）、ANZEN新宿を国際自動車新宿へそれぞれ商号変更し「ANZEN」の社名が廃止される。
  - 三鷹・武蔵野・杉並地区で、女性乗務員によるコミュニティタクシー「Re:laxi（リラクシー）」開始。
- 2015年（平成27年）
  - 国際自動車城北赤羽営業所を国際自動車板橋と統合して移転。
  - 有限会社北海道・函館 moomoo-taxi[16]と業務提携、北海道へ進出[17]。
  - 個人タクシーへの無線・チケットなどの業務提携（km個人タクシー）を開始[18]。
  - 東京ラッキー自動車がラッキータクシーへ商号変更。
- 2017年（平成29年）
  - チェッカーキャブ所属の関東自動車交通と業務提携[19]。
  - 夢交通の株式を取得[20]したが、引き続き非無線で営業。
  - スマートフォン用タクシー配車アプリ「フルクル」を導入[21]。
- 2018年（平成30年） - チェッカーキャブ所属で北海道交運グループの東京太陽と業務提携[22]。
- 2019年（平成31年・令和元年）
  - 4月16日 - 国際自動車・グリーンキャブ・寿交通・大和自動車交通・チェッカーキャブおよびソニーと子会社のソニーペイメントサービスによる合弁企業「みんなのタクシー株式会社」が提供するスマートフォン用タクシー配車アプリ「S.RIDE」を導入[23][注釈 9]。
  - 8月26日 - 日本交通と業務提携していたライオン交通株式会社[24]を買収し傘下に収める。
  - 10月28日 - 国際自動車・大和自動車交通にて「S.RIDE」による事前確定運賃サービスを開始[25]。
  - 11月18日 - ライオン交通が車両を国際自動車仕様に変更して営業開始[注釈 10]。
- 2020年（令和2年）
  - 4月 - チェッカーキャブ所属の三和交通および同無線協組所属で北海道交運グループの太陽自動車と業務提携。
  - 7月1日 - 横浜地区（国際自動車（横浜）本社営業所）における「S.RIDE」サービス及びそれによる事前確定運賃サービスを開始[27]。
  - 9月18日 - 国際自動車（城南）・国際自動車（城東）・国際自動車（東雲）・国際自動車（新宿）・夢交通を国際自動車（T1）に、国際自動車（世田谷）・国際自動車（城西）・国際自動車（城北）・ライオン交通を国際自動車（T2）に再編し、地域子会社を整理。
  - 10月1日 - 同日付でライオン交通株式会社（本社：東京都葛飾区青戸）[注釈 11]を吸収合併、ライオン交通は解散[28]
  - 10月1日 - kmGオートアシストを設立。分社の営業所にある整備工場およびオートガススタンドを移管、国際ハイヤー株式会社がケイエム国際株式会社を吸収合併。
  - 12月4日 - チェッカーキャブ所属の三陽自動車交通と業務提携[29]。
- 2021年（令和3年）
  - 2月10日 - 三陽自動車交通の国際自動車仕様車が営業開始[29]。
  - 4月1日 - ケイエム観光バスをkmモビリティサービスへ商号変更[30]。
- 2022年（令和4年）
  - 5月26日 - kmグループ各社所属車両においてジャパンタクシー専用の大型フェンダーミラー「ミラクルミラー」の実証実験開始[31]。
  - 7月1日 - チェッカーキャブ所属で富士グループの美松交通と業務提携[32]。
  - 10月1日 - kmGオートアシストが東京オートガス（岩谷産業グループ、エネライフ傘下）の浅草・豊玉の各オートガススタンドを譲受[33]。
  - 10月11日 - kmGオートアシストが江戸川総業の整備事業を取得[34]。
- 2023年（令和5年）
  - 3月23日 - kmGオートアシストがジャパンタクシー専用の大型フェンダーミラー「ミラクルミラー」の一般販売を開始[35]。
  - 3月29日 - 提携事業者（kmパートナーズ）である豊玉タクシー出身の個人タクシーとの提携を開始。提携事業者（kmパートナーズ）出身者との提携は初となる[36]。
  - 3月30日 - チェッカーキャブ所属で富士グループの高砂自動車と業務提携[37]。
  - 6月14日 - kmGオートアシストがジャパンタクシー用ホイールキャップの再生サービス「ミラクルきらきら」を開始[38]。
  - 6月 - チェッカーキャブ所属で富士グループのアサヒ交通と業務提携、これに伴い7月5日に出発式を行う[39]。
  - 9月1日 - チェッカーキャブ所属で富士グループの日月東交通と業務提携[40]。
- 2024年（令和6年）
  - 3月6日 - 「S.RIDE」アプリ配車専用車の運行を大和自動車交通、グリーンキャブと同時に開始[41]。
  - 3月22日 - 提携事業者（kmパートナーズ）である新和自動車[注釈 12]の株式を取得し子会社化[42]。
  - 5月1日 - 国際ハイヤー大阪営業所とkmモビリティサービス大阪営業所を統合し国際自動車大阪を設立[43]。

## ハイヤー・タクシー事業
ハイヤーは都内２支店。タクシーは2009年4月の分社化以降、グループ会社が２つの分社T1（東雲・羽田・台東）、T2（板橋・吉祥寺・三鷹・世田谷）と子会社が2社（親和株式会社・横浜市1社）。提携会社が19社21営業所（23区武三地区17営業所・埼玉県2営業所・神奈川県1営業所・山梨県1営業所）で営業を行っており、総車両数は約2,540台。また、新宿伊勢丹・恵比寿ガーデンプレイス・聖路加国際病院他数か所に専用乗り場が設置されている。

### 車両
タクシー車両は黄色の東京4社色と黒色と濃紺色があり、黄色の車両の帯は国際自動車本体直系会社（および旧・ANZENグループ）がボディ側面とボンネットからトランクにかけての赤帯、他の提携会社はボディ側面のみの赤帯となっている。また、フロントとリヤのバンパーにハイヤーと同じ角型のkmマークが直系会社のみ貼られていた（以前はT1（旧・城南）羽田営業所がケイエムタクシー時代より貼っていたが、それを踏襲した形になっている）が、のちにハイヤー含め文字と下線のみに簡略化された。Re:laxi専用車はピンク・パープル・グリーンの3色があり、プリウスαとNV200バネットが導入されていた。また、リアに直系会社のみ○囲みで営業所が表記されていたが2019年頃より提携会社の車両にも貼り付けられるようになった。
23区武三地区での営業車両は、グループ・提携会社を含めて全車デジタルGPS無線配車システムに対応しており、カーナビゲーションと連動させた迅速な迎配車に対応するほか、会員番号や行き先コードが記載されたISO/IEC 7810・ID-1サイズ磁気ストライプカードの「km My Taxiカード」と連動させ目的地までの最短ルート案内（現時点では車載によるカーナビによるルート検索）もできる。現在無線システムの更新が行われており、車載側のシステムが全車入れ替わった時点で基地局側で渋滞情報を加味した最適ルートで決定された情報が移動局側に送信される予定である。また、「km My Taxiカード」を利用した顧客がいつも使うルートも基地局側で記憶し、次回以降は同じルートが再現される予定である。また、T1羽田営業所は独自に2本目の無線を運用している（音声による配車で基地局は営業所内で運用）。
また、ハイヤーで使用されていたクラウンマジェスタやシーマをタクシーに流用したプレミアムタクシーを導入しているほか（現在はプレミアム車両は廃止、その後試験的に導入したプリウスも顧客からの評価が悪かったとして現在は廃止）、一般車もクラウンセダンスーパーデラックスGパッケージやY31セドリッククラシックSVといったハイグレード車導入に積極的で、2009年現在では、東京4社色を含めて神奈川地区のケイエム国際タクシーと一部提携会社を除いて、ハイグレード化が完了している。また、2007年ころより、本体と一部提携会社は、ナンバープレートをコールサインに合わせた希望ナンバーで取得するようになった。
また、後期に導入された車両はオリジナルの濃紺色から単色の黒に変更された。これは独自塗装による初期導入時の追加費用を削減し、下取り車輛の価格差が大きい（中古車を購入する地方では黒の要求が高いため）ので下取り価格が高い黒を導入したと言われている。2017年10月23日から新規に導入される一般車は、基本的にトヨタ・ジャパンタクシー（グレードは匠、車体色は深藍）に変更されている。
ジャパンタクシーは後方の視認性向上のため2022年5月にフェンダーミラーを大型化したものを試用ののち提携会社も含めて標準採用、「ミラクルミラー」と称してkmGオートアシストより外販も行っている。kmグループ所属車両はミラーカバー上部を萌黄色に塗装してアクセントとしている。

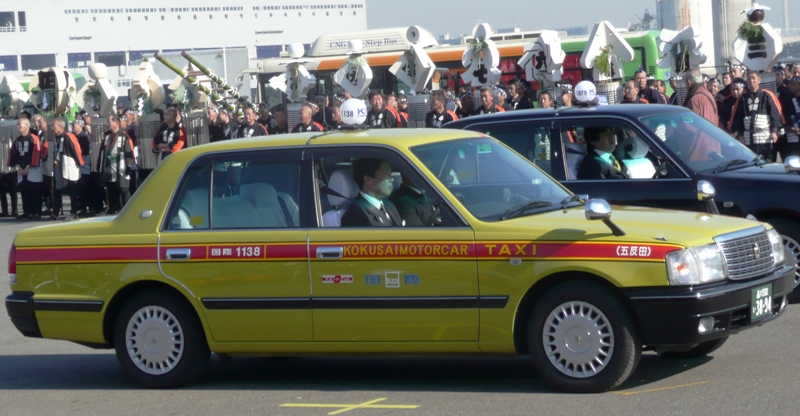
国際自動車のタクシー（東京4社色） （車種：クラウンセダン）
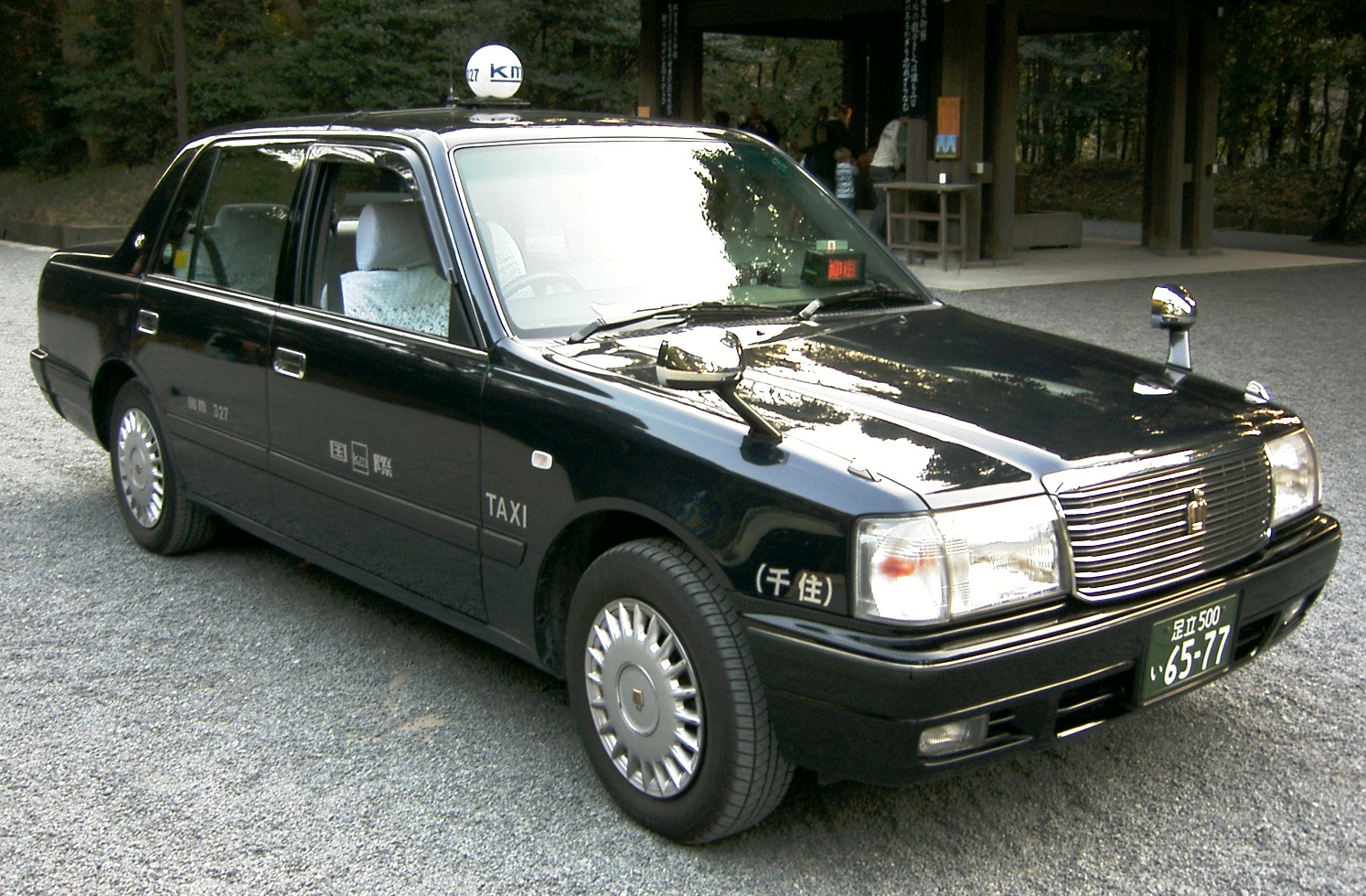
国際自動車のタクシー（黒色） （車種：クラウンセダン）
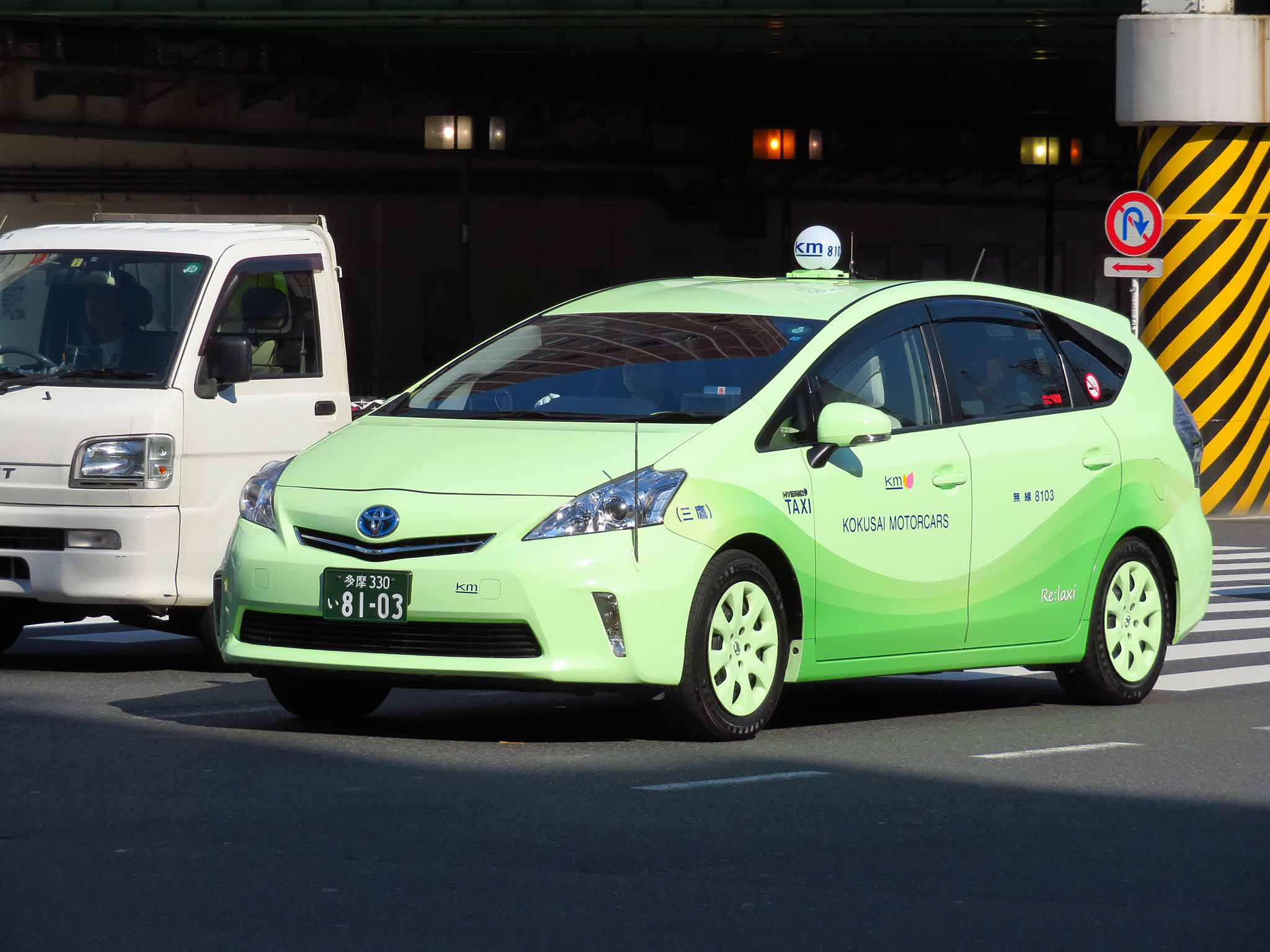
コミュニティタクシー「Re:laxi」 （車種：プリウスα）
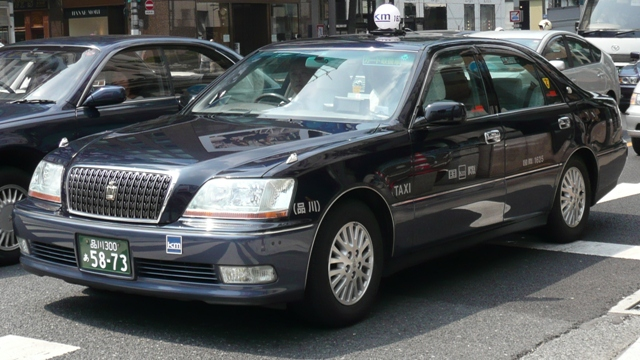
プレミアムグレードタクシー（車種：クラウンマジェスタ）

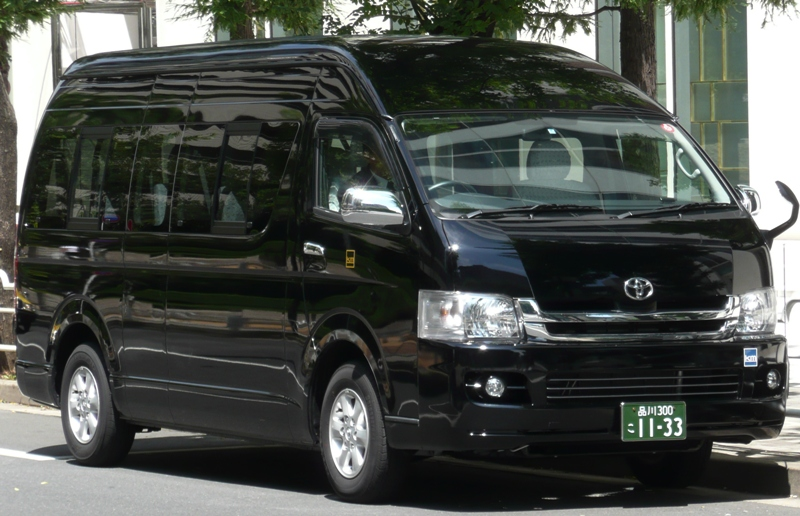
ハイヤー（車種：ハイエース）
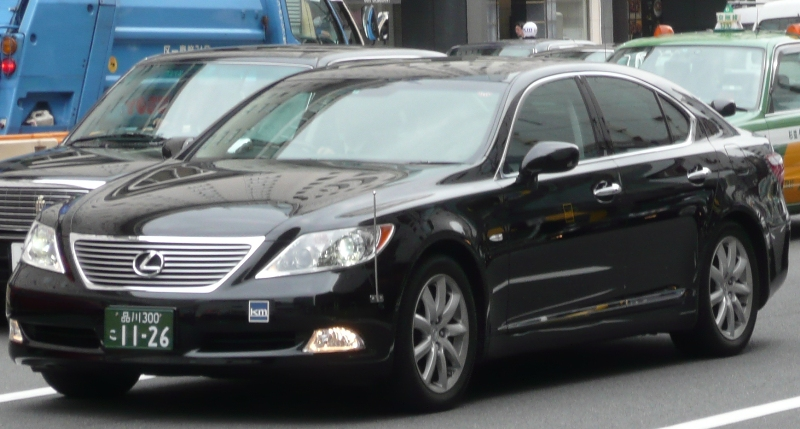
ハイヤー（車種：LS460）

### ハイヤーグループ会社
| 交通圏 | 交通圏       | 社名・営業所       | 社名・営業所       | 所在地                 | 備考                         |
| ------ | ------------ | ------------------ | ------------------ | ---------------------- | ---------------------------- |
| 東京   | 特別区・武二 | 国際ハイヤー       | 第一支店           | 千代田区丸の内         |                              |
| 東京   | 特別区・武二 | 国際ハイヤー       | 第二支店           | 品川区西品川           |                              |
| 神奈川 | 京浜         | 国際自動車（横浜） | みなとみらい営業所 | 横浜市西区みなとみらい | ハイヤーおよびドライバー派遣 |

### タクシーグループ会社

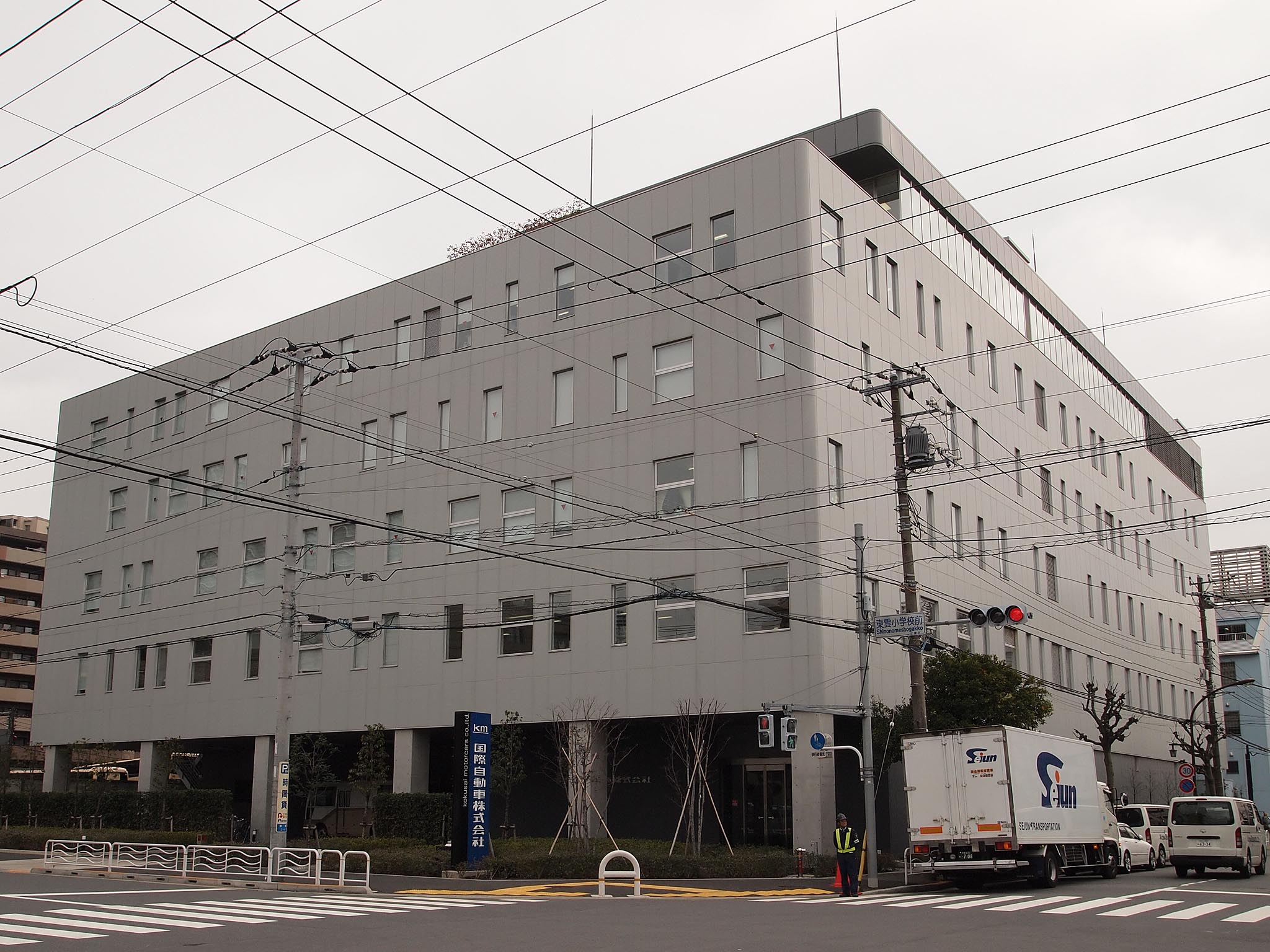
国際自動車（T1）東雲営業所

#### 分社
| 交通圏 | 交通圏       | 社名・営業所       | 社名・営業所 | 営業所記号 | 所在地             | 備考                                                                                          |
| ------ | ------------ | ------------------ | ------------ | ---------- | ------------------ | --------------------------------------------------------------------------------------------- |
| 東京   | 特別区・武三 | 国際自動車（T1）   | 東雲営業所   | 湾         | 江東区東雲         | 旧：東雲・城東・城南・新宿および夢交通（独自営業） 新宿の落合営業所と夢交通の本社営業所は閉鎖 |
| 東京   | 特別区・武三 | 国際自動車（T1）   | 台東営業所   | 台         | 台東区橋場         | 旧：東雲・城東・城南・新宿および夢交通（独自営業） 新宿の落合営業所と夢交通の本社営業所は閉鎖 |
| 東京   | 特別区・武三 | 国際自動車（T1）   | 羽田営業所   | 羽         | 大田区平和島       | 旧：東雲・城東・城南・新宿および夢交通（独自営業） 新宿の落合営業所と夢交通の本社営業所は閉鎖 |
| 東京   | 特別区・武三 | 国際自動車（T2）   | 板橋営業所   | 板         | 板橋区坂下         | 旧：城北・城西・世田谷およびライオン交通 ライオン交通の本社営業所は閉鎖                       |
| 東京   | 特別区・武三 | 国際自動車（T2）   | 吉祥寺営業所 | 吉         | 武蔵野市吉祥寺南町 | 旧：城北・城西・世田谷およびライオン交通 ライオン交通の本社営業所は閉鎖                       |
| 東京   | 特別区・武三 | 国際自動車（T2）   | 世田谷営業所 | 世         | 世田谷区桜新町     | 旧：城北・城西・世田谷およびライオン交通 ライオン交通の本社営業所は閉鎖                       |
| 東京   | 特別区・武三 | 国際自動車（T2）   | 三鷹営業所   | 鷹         | 三鷹市新川         | 旧：城北・城西・世田谷およびライオン交通 ライオン交通の本社営業所は閉鎖                       |
| 神奈川 | 京浜         | 国際自動車（横浜） | 本社営業所   | 横         | 横浜市南区六ツ川   | 旧：藤田観光タクシー                                                                          |

#### 業務提携会社（kmパートナーズ）
※これまでと呼称が変わり「業務提携会社」は「kmパートナーズ」に統一された。

##### 特別区・武三交通圏内
| 社名・営業所       | 社名・営業所       | 営業所記号 | 表記                 | 表記                   | 表記                  | 所在地           | 備考                                               |
| 社名・営業所       | 社名・営業所       | 営業所記号 | 四社色 （一般車）    | 濃紺・黒色 （JPN以外） | 深藍 （JPN）          | 所在地           | 備考                                               |
| ------------------ | ------------------ | ---------- | -------------------- | ---------------------- | --------------------- | ---------------- | -------------------------------------------------- |
| アサヒ交通         | アサヒ交通         | A          | [ 注釈 17 ]          | [ 注釈 18 ]            | [ 注釈 18 ]           | 江戸川区松島     | 富士グループ                                       |
| 江戸川総業         | 江戸川総業         | 江         | EDOGAWA SOGYO        | EDOGAWA SOGYO          | EDOGAWA SOGYO         | 江戸川区東小松川 | 生沼グループ                                       |
| 織田タクシー       | 東京営業所         | 織         | ODA                  | ODA TAXI               | ODA TAXI              | 足立区竹ノ塚     | 織田グループ                                       |
| 関東自動車交通     | 本社営業所         | 亀         | KANTOU JIDOSHA KOTSU | KANTOU JIDOSHA KOUTSU  | KANTOU JIDOSHA KOUTSU | 江東区亀戸       | ロイヤルリムジングループ                           |
| 関東自動車交通     | 江戸川営業所       | 関         | KANTOU JIDOSHA KOTSU | KANTOU JIDOSHA KOUTSU  | KANTOU JIDOSHA KOUTSU | 江戸川区船堀     | ロイヤルリムジングループ                           |
| 国際交通           | 城北営業所         | 国         | KOKUSAI              | KOKUSAI KOTSU TAXI     | KOKUSAI KOTSU TAXI    | 北区志茂         | 国際（株）グループ                                 |
| 三陽自動車交通     | 三陽自動車交通     | 柊         | [ 注釈 17 ]          | [ 注釈 18 ]            | [ 注釈 18 ]           | 江東区冬木       |                                                    |
| 三和交通           | 三和交通           | 三         | [ 注釈 17 ]          | [ 注釈 18 ]            | [ 注釈 18 ]           | 荒川区南千住     |                                                    |
| 日月東交通         | 日月東交通         | 明         | [ 注釈 17 ]          | [ 注釈 18 ]            | [ 注釈 18 ]           | 江戸川区東小岩   | 富士グループ                                       |
| 品川自動車タクシー | 品川自動車タクシー | 品         | SHINAGAWA            | SHINAGAWA TAXI         | SHINAGAWA TAXI        | 板橋区向原       |                                                    |
| 新進タクシー       | 新進タクシー       | 進         | SHINSHIN             | SHINSHIN TAXI          | SHINSHIN TAXI         | 板橋区蓮根       | 山手交通グループ                                   |
| 親切タクシー       | 親切タクシー       | 親         | SHINSETSU            | SHINSETSU TAXI         | SHINSETSU TAXI        | 杉並区堀之内     | 国際（株）グループ 旧・親和交通→国際交通杉並営業所 |
| 新和自動車         | 新和自動車         | 和         | SHINWA               | SHINWA TAXI            | SHINWA TAXI           | 江東区亀戸       |                                                    |
| 大丸交通           | 大丸交通           | 大         | DAIMARU              | DAIMARU TAXI           | DAIMARU TAXI          | 葛飾区奥戸       | 大丸森永グループ                                   |
| 高砂自動車         | 高砂自動車         | 高         | [ 注釈 17 ]          | [ 注釈 18 ]            | [ 注釈 18 ]           | 目黒区目黒       | 富士グループ                                       |
| 太陽自動車         | 太陽自動車         | 太         | [ 注釈 17 ]          | [ 注釈 18 ]            | [ 注釈 18 ]           | 葛飾区四つ木     | 北海道交運グループ                                 |
| 東京太陽           | 東京太陽           | 陽         | TOKYO TAIYO          | TOKYO TAIYO            | TOKYO TAIYO           | 葛飾区四つ木     | 北海道交運グループ                                 |
| 東京ナイトタクシー | 東京ナイトタクシー | ナ         | TOKYO KNIGHT         | TOKYO KNIGHT TAXI      | TOKYO KNIGHT TAXI     | 葛飾区奥戸       | 大丸森永グループ                                   |
| 豊玉タクシー       | 豊玉タクシー       | 豊         | TOYOTAMA             | TOYOTAMA TAXI          | TOYOTAMA TAXI         | 練馬区豊玉南     |                                                    |
| 冨士自動車         | 冨士自動車         | 冨         | FUJI MOTORCARS       | FUJI MOTORCARS TAXI    | FUJI MOTORCARS TAXI   | 墨田区墨田       |                                                    |
| マコト交通         | マコト交通         | マ         | MAKOTO               | MAKOTO TAXI            | MAKOTO KOTSU          | 墨田区堤通       |                                                    |
| 美松交通           | 美松交通           | 美         | [ 注釈 17 ]          | [ 注釈 18 ]            | [ 注釈 18 ]           | 江東区毛利       | 富士グループ                                       |
| 森永タクシー       | 森永タクシー       | 森         | MORINAGA             | MORINAGA TAXI          | MORINAGA TAXI         | 葛飾区東立石     | 大丸森永グループ                                   |
| 山手交通           | 本社営業所         | 山         | YAMATE KOTSU         | YAMATE KOTSU TAXI      | YAMATE KOTSU TAXI     | 板橋区熊野町     | 山手交通グループ                                   |
| 山手交通           | 赤羽営業所         | Y          | YAMATE KOTSU         | YAMATE KOTSU TAXI      | YAMATE KOTSU TAXI     | 北区浮間         | 山手交通グループ                                   |
| 弥生交通           | 弥生交通           | 弥         | YAYOI                | YAYOI TAXI             | YAYOI TAXI            | 中野区弥生町     |                                                    |
| ラッキータクシー   | ラッキータクシー   | L          | LUCKY                | LUCKY TAXI             | LUCKY TAXI            | 板橋区上板橋     | 国際（株）グループ                                 |

##### 特別区・武三交通圏外
| 交通圏 | 交通圏     | 社名・営業所            | 社名・営業所            | 営業所記号 | 表記              | 表記                   | 表記            | 所在地             | 備考               |
| 交通圏 | 交通圏     | 社名・営業所            | 社名・営業所            | 営業所記号 | 四社色 （一般車） | 濃紺・黒色 （JPN以外） | 深藍 （JPN）    | 所在地             | 備考               |
| ------ | ---------- | ----------------------- | ----------------------- | ---------- | ----------------- | ---------------------- | --------------- | ------------------ | ------------------ |
| 山梨   | 東八・東山 | 栄和交通                | 本店営業所              |            |                   | EIWA KOTSU TAXI        | EIWA KOTSU TAXI | 笛吹市春日居町別田 |                    |
| 埼玉   | 県南東部   | 織田タクシー            | 本社営業所              |            | ODA               | ODA TAXI               | ODA TAXI        | 八潮市木曽根       | 織田グループ       |
| 埼玉   | 県南中央   | ハッピータクシー        | ハッピータクシー        |            | HAPPY             | HAPPY TAXI             | HAPPY TAXI      | 川口市並木         | 山手交通グループ   |
| 神奈川 | 小田原     | ケイエム大箱根自動車    | ケイエム大箱根自動車    |            |                   | Odawara-Hakone         | Odawara-Hakone  | 小田原市寿町       |                    |
| 北海道 | 函館       | 北海道・函館moomoo-taxi | 北海道・函館moomoo-taxi |            | （moomoo-taxi）   | （moomoo-taxi）        | （moomoo-taxi） | 函館市豊川町       | 一部を除き独自営業 |

### 専用タクシー乗り場
- 恵比寿ガーデンプレイス乗り場
- 汐留メディアタワー乗り場
- 赤坂パークビル乗り場
- 赤坂Bizタワー乗り場（グリーンキャブ・東都自動車と共用※黒塗り専用）
- メソニック38MTビル乗り場
- KDX豊洲グランスクエア乗り場
- 新宿野村ビル乗り場
- 日本橋室町三井タワー乗り場（東京無線（旧：チェッカーキャブ）と共用）
- 丸の内トラストタワー本館乗り場
- 大手町フィナンシャルシティ乗り場
- 東京ミッドタウン日比谷乗り場（日本交通・大和自動車交通・帝都自動車交通と共用）
- 赤坂インターシティAIR乗り場（日本交通と共用）
- AbemaTowers乗り場
- 常盤橋タワー乗り場
- 聖路加国際病院乗り場（非喫煙者のみ入構）
- 三井記念病院乗り場
- 国際医療福祉大学三田病院乗り場（日本交通と共用）
- 順天堂大学医学部附属順天堂医院乗り場（日本交通・日の丸自動車と共用）
- がん研有明病院乗り場（非喫煙者のみ入構）
- シャングリ・ラ ホテル東京乗り場
- ロイヤルパークホテル乗り場
- ザ ロイヤルパークホテル 東京汐留乗り場
- 丸ノ内ホテル乗り場
- ザ・キャピトルホテル東急乗り場（日本交通と共用）
- コンラッド東京乗り場
- パークハイアット東京乗り場（日本交通と共用）
- 伊勢丹新宿本店乗り場
- 日本橋高島屋S.C本館乗り場（日の丸自動車と共用）
- 東京アメリカンクラブ乗り場

## タクシー・バス事業以外の関連会社
- 国際自動車株式会社（アセットマネジメント）
- 赤坂パーキングセンター株式会社
- ケイエムリーシング株式会社
- 株式会社kmGオートアシスト

## 国際自動車が登場する作品
- なんたって18歳! - TBS・大映テレビが1971年10月 - 1972年9月に制作した岡崎友紀主演のドラマで、国際自動車が舞台となった。主役の岡崎の役は国際自動車社長の娘という設定。

## 不祥事

### 本社事業許可取り消し
2007年以降いくつかの営業所に対する監査が行われたところ、従業員の超過勤務が認められ、道路運送法の累積違反点数が取消基準に達することとなった。これを受けて、国土交通省関東運輸局が、同社の一般乗用旅客事業許可取消を検討開始し、2009年7月に取消のための聴聞手続きが開かれた。その結果、国土交通省関東運輸局は、同年9月12日付で、タクシーの大手事業者としては初めて、大手一般乗用旅客自動車運送事業者としての許可取消を行った。この結果、少なくとも2年間の営業を行うことができなくなった。
もっとも、国際自動車は2009年4月に分社化を行って、約1600台については子会社に移管しており、監査の結果が本社に対しての処分とされている関係から、事業許可取消の対象となったのは、本社管轄の浅草営業所と大森営業所、およびハイヤーの900台ほどに限定され、グループ企業や提携先など多くのタクシー営業所などの2,000台は今回の取消処分の対象外とされている。